# Winona (Mississippi)
Pour les articles homonymes, voir Winona (homonymie).
La ville de Winona est le siège du comté de Montgomery, situé dans l'État du Mississippi, aux États-Unis. Sa population était de 5 482 habitants au recensement de 2000.

## Source
- (en) Cet article est partiellement ou en totalité issu de l’article de Wikipédia en anglais intitulé « Winona, Mississippi » (voir la liste des auteurs).